# 大酋長 (映画)
『大酋長』（だいしゅうちょう、Sitting Bull）は1954年のアメリカ合衆国・メキシコの合作映画。アメリカインディアンのシッティング・ブルと白人の争いを脚色を加えて描いている。シネマスコープ方式で撮影された。なお、邦題は「大酋長」だが、実際のシッティング・ブルは酋長ではない。

## キャスト
| 役名                         | 俳優                       | 日本語吹替 | 日本語吹替 |
| 役名                         | 俳優                       | NET版      | TBS版      |
| ---------------------------- | -------------------------- | ---------- | ---------- |
| ロバート・パーリッシュ少佐   | デイル・ロバートソン       | 露口茂     | 日下武史   |
| キャシー・ハウエル           | メアリー・マーフィ         | 五月女道子 | 杉山紀子   |
| シッティング・ブル           | J・キャロル・ネイシュ      | 金井大     | 田中明夫   |
| ウィルフォード・ハウエル将軍 | ジョン・ライテル           |            |            |
| サム                         | ジョエル・フルエレン       |            |            |
| クレイジー・ホース           | アイアン・アイズ・コーディ |            |            |
| グラント大統領               | ジョン・ハミルトン         |            | 水島弘     |
| カスター大佐                 | ダグラス・ケネディ         |            |            |
| チャールズ・ウェントワース   | ウィリアム・ホッパー       |            | 宮部昭夫   |

- NET版：初回放送1967年5月14日『日曜洋画劇場』
- TBS版：初回放送1974年2月4日『月曜ロードショー』

## スタッフ
- 監督：シドニー・サルコウ
- 脚本：ジャック・デウィット、シドニー・サルコウ
- 撮影：チャールズ・ヴァン・エンジャー、ヴィクトル・エレラ